# Commission régionale du patrimoine et de l'architecture
Dans chaque région française, une Commission régionale du patrimoine et de l'architecture (CRPA), placée auprès du représentant de l'État dans la région, est créée par la loi  du 7 juillet 2016 relative à la liberté de la création, à l’architecture et au patrimoine (LCAP)  et organisée par le décret du 29 mars 2017. La commission est consultée en matière de protection juridique et de mise en valeur de l'architecture et du patrimoine immobilier, de projets architecturaux et travaux sur immeubles et de protection des objets mobiliers. Elle remplace deux commissions qui existaient antérieurement : la Commission régionale du patrimoine et des sites et la Commission départementale des objets mobiliers. Concrètement, les séances sont organisées par chaque direction régionale des Affaires culturelles du Ministère de la Culture et en particulier par la conservation régionale des Monuments historiques au sein de celle-ci.

## Attributions
La commission a un rôle de proposition : elle peut proposer toutes mesures propres à assurer la protection, la conservation et la mise en valeur du patrimoine et de l'architecture. Elle a également un rôle de consultation ; elle peut être consultée sur les études et sur les travaux ainsi que sur toute question relative au patrimoine et à l'architecture.

## Composition et fonctionnements

### Sections
La commission comporte 3 sections
- La première section est compétente en matière de protection des immeubles au titre des monuments historiques, de plan de valorisation de l'architecture et du patrimoine, d'attribution de labels, de périmètre délimité des abords et de documents d'urbanisme. Elle approuve les documents des AVAP des communes rédigés selon les préconisations antérieures à 2016 et qui deviennent SPR.

- La deuxième section est compétente en matière de projets architecturaux, d'études et de travaux sur immeubles,
- La troisième section est compétente en matière de protection des objets mobiliers au titre des monuments historiques, de conservation préventive, d'études et de travaux s'y rapportant.

Les commissions régionales sont installées dans chacune des régions administratives,.

### Composition
La commission régionale  comprend des membres de droit et des membres nommés par arrêté du préfet de région pour une durée de cinq ans. Elle est placée auprès du représentant de l'État dans la région, elle est constituée des personnes titulaires d'un mandat électif national ou local, des représentants de l'État, des représentants d'associations ou de fondations ayant pour objet de favoriser la connaissance, la protection, la conservation et la mise en valeur du patrimoine et des personnalités qualifiées.
Chacune des sections comprend neuf représentants de l'État :(six membres de droit et  trois membres nommés); six membres titulaires d'un mandat électif national ou local, dont le président de la commission ;  six représentants d'associations ou de fondations ayant pour objet de favoriser la connaissance, la protection, la conservation et la mise en valeur du patrimoine ; six personnalités qualifiées.
Son président est choisi parmi les titulaires d'un mandat électif. 
Le secrétariat de la commission est assuré par la direction régionale des affaires culturelles. 